# 莱山区
莱山区是中国山东省烟台市所辖的一个市辖区。地處煙台市主城區，東、南與煙台市牟平區接壤，西南與煙台市福山區毗鄰，西北與煙台市芝罘區相連，東北瀕臨黃海。區人民政府駐黃海路街道楓林路24號。

## 行政区划
莱山区下辖7个街道办事处：
黄海路街道、初家街道、滨海路街道、解甲庄街道、莱山街道、院格庄街道和马山街道。

## 人口
根據第七次全国人口普查數據，截至2020年11月1日零時，萊山區常住人口389494人。

## 教育

### 高校
- 中国农业大学烟台研究院
- 烟台大学
- 山东工商学院
- 滨州医学院（烟台校区）
- 烟台理工学院
- 烟台文化旅游职业学院
- 山东商务职业学院